# Мечеть Корабой Оксокол
Мечеть Корабой Оксокол, або Карабай Аксакал (узб. Qoraboy Oqsoqol masjidi / Қорабой Оқсоқол масжиди; тадж. Масҷиди Қорабой Оқсоқол) — махалінська мечеть в Самарканді. Знаходиться на вулиці Абу Лайса Самарканді (колишня вулиця Худжумська), у старому місті, поблизу вулиці Ісламу Карімова (колишня вулиця Ташкентська), із задньої сторони від середньої загальноосвітньої школи №21.
Немає достовірних даних про точну дату будівництва цієї мечеті. Імовірно був побудований у XIX або XX столітті. Після здобуття незалежності Узбекистаном, мечеть у різні роки реконструювалася та покращувалася. Є прямокутною будівлею з куполоподібним дахом, з айваном з переднього боку.